# هاينرخ كوينكه
كان هاينرخ إيريناوس كوينكه (26 أغسطس 1842م - 19 مايو 1922م) طبيبًا باطنيًا وجراحًا ألمانيًا. تعد أبرز إسهاماته في طب الباطنة استعماله البزل القطني لأغراض لتشخيص والعلاج. بعد عام 1874م، تركزت أبحاثه حول طب الرئة.

## السيرة
وُلِد هاينريخ في فرانكفورت على نهر أودر، لوالده الطبيب البارز هيرمان كوينكه -الشقيق الأصغر للفيزيائي جورج هيرمان كوينكه-. حصل هاينريخ على الدكتوراه عام ١٨٦٣م من جامعة برلين، بعد أن درس في جامعة هايدلبرغ وجامعة فورتسبورغ على يد علماء بارزين كـرودولف فيرخوف وألبرت فون كوليكه.
في عام 1865م، عمل كوينكه مع عالم وظائف الأعضاء إرنست فيلم فون بروك في جامعة فيينا. وفي عام 1866م عمل مساعدًا للجراح روبرت فريدرايخ ويلمز. كما شغل منصب الطبيب المساعد في الطب الباطني تحت قيادة فريدرايخ ثيودور فون فريرخ في مستشفى شاريتيه في برلين حتى عام 1870م.
في عام ١٨٧٣م، أصبح كوينكه بروفيسورًا للطب الباطني في جامعة برن. وبعد خمس سنوات، انتقل إلى جامعة كيل حيث أصبح بروفيسورًا فخريًا عام ١٩٠٨م. بقي محاضرًا حتى وفاته في فرانكفورت.
نال كوينكه الدكتوراه الفخرية (LL.D) من جامعة غلاسكو في يونيو 1901م. 

## الاكتشافات
قد يكون كوينكه أول من تعرف على الوذمة الوعائية (1882م)، والتي غالبًا ما يشار إليها باسم "وذمة كوينكه".  كما يطلق "نبض كوينكه" على احمرار الأظافر ثم شحوبها، وهي إحدى علامات قصور الأبهر .  "بزل كوينكه" كان أيضًا إحدى المسميّات القديمة للبزل القطني،   الذي يُستخدم لفحص السائل النخاعي في العديد من الأمراض مثل التهاب السحايا والتصلب المتعدد. في عام 1893م، وصف كوينكه ما يُعرف الآن بفرط الضغط داخل الجمجمة مجهول السبب، والذي سمّاه بـ"التهاب السحايا المصلي". 

## روابط خارجية
- Heinrich Irenaeus Quincke على قاموس من سمى هذا؟
- Minagar، Alireza؛ Lowis، George W. (2001). "Dr Heinrich Irenaeus Quincke (1842–1922): Clinical Neurologist of Kiel". Journal of Medical Biography. ج. 9 ع. 1: 12–15. DOI:10.1177/096777200100900104. PMID:11177779. S2CID:31974249.